# Playa Santa Lucía de Cuba

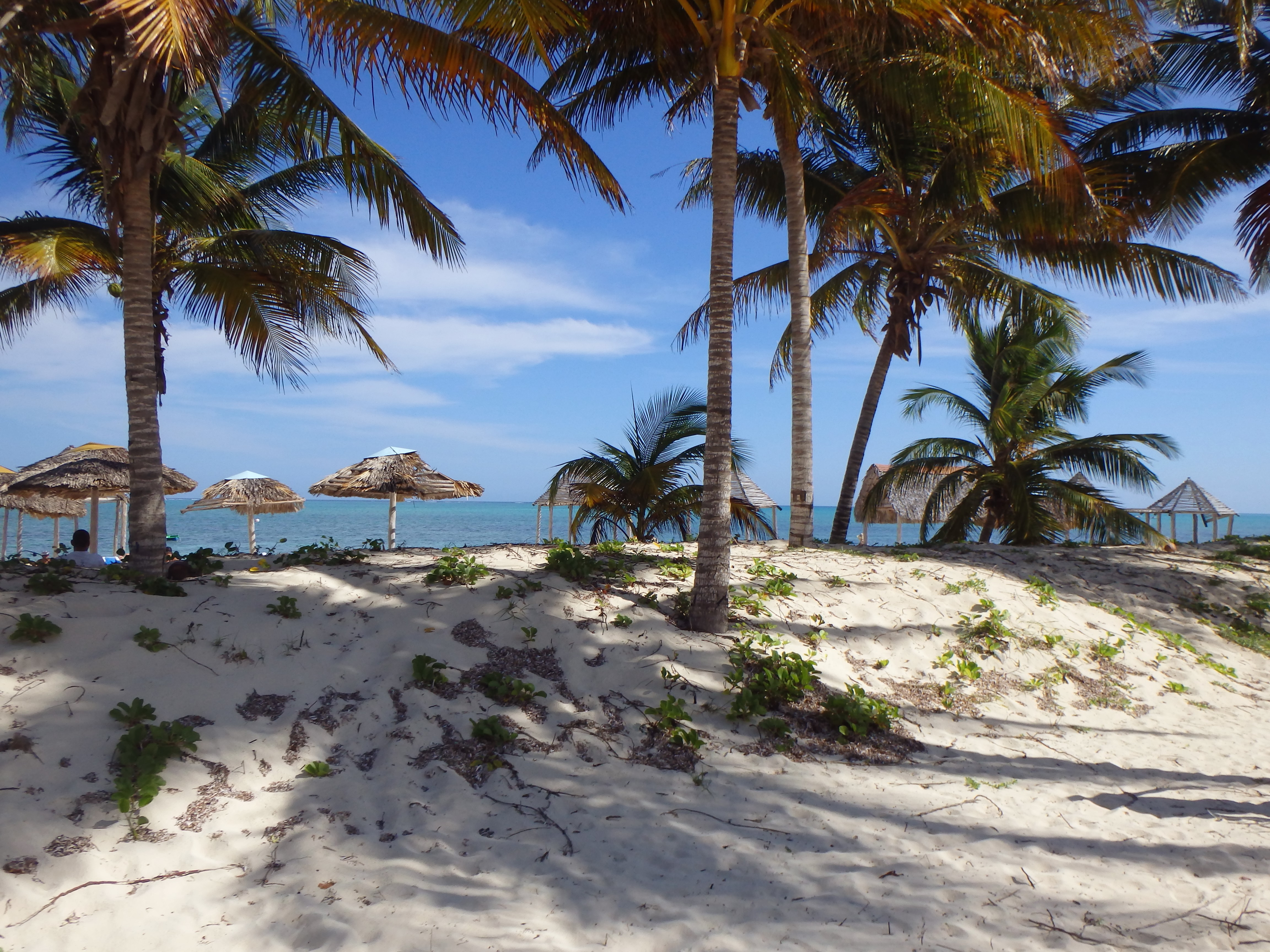
Vista de las dunas y la playa.

La Playa Santa Lucía de Cuba, en Nuevitas, es un ecosistema marino-costero ubicado a 110 km de la ciudad de Camagüey, en el centro de Cuba. Es uno de los principales destinos turísticos de Sol y playa, del país con numerosos hoteles, centros comerciales y resorts.

## Geografía
Está localizada al sur del Canal Viejo de Bahamas, en medio de un entorno semidesolado, natural, virgen y paradisíaco. Tiene 20 kilómetros de playa arenosa de origen coralino.
El ancho promedio de la franja de arena con sol es de 15 metros. Sus aguas tranquilas son ideales para los deportes acuáticos, la pesca superficial, la caza fotográfica submarina y los baños de mar. Las áreas de baño son de mar muy calmado, transparentes y de fondos arenosos. La profundidad mayor es de 1,8 metros, la ausencia de especies agresivas la hace muy visitada.

## Clima
El clima es cálido como en casi toda la isla y sus aguas son tibias. La temperatura media anual oscila entre 28,7 °C en agosto y 23 °C en febrero.

## Barrera de coral
La playa posee una gigantesca barrera coralina, que la convierte en una gran piscina natural. Forma parte de la barrera arrecifal del norte del archipiélago cubano, que se extiende desde Varadero, pasando por los Jardines del Rey hasta el extremo oeste de la costa norte de la provincia de Camagüey. Entre la barrera y la línea de costa, el mar alcanza una profundidad máxima de 3 metros. Los corales algergan una variada y nutrida masa de peces crustáceos y moluscos de vistosos colores, como el pez payaso, el pez loro, el cangrejo centolla, langostas, entre otros.

## Flora y fauna
La flora es la típica de las playas del Caribe, con numerosos cocoteros, uva caletas, boniato de playa y algunas casuarinas. La fauna fuertemente vinculada con el mar la componen varias especies de aves: flamencos, gaviotas, pelícanos, reptiles como las iguanas, y los numerosos peces del arrecife.